# 異端審問官
異端審問官（英語：Inquisitor）とは、カトリックの教え、教義に反する異端や他教を排除することを意図した異端審問に関わる司法職や捜査員である。英語のインクイジターは、文字通りinquires（尋ねる）者である。

## 著名な異端審問官
- ヴェローナの聖ペトロ（en） - 歴史上最初の異端審問官
- ニコラウ・エメリコ（英語版） - 『異端審問の指針（英語版）』の著者
- アレクサンデル7世 (ローマ教皇)
- ベルナール・ギー -『異端審問の実務』の著者
- ハインリヒ・クラーマー - 『魔女に与える鉄槌』の著者
- フランシスコ・ヒメネス・デ・シスネロス -スペインの摂政・枢機卿
- コンラート・フォン・マールブルク
- セバスチャン・ミカエリス - エクソシストとしても有名
- パウルス4世 (ローマ教皇)
- トマス・デ・トルケマダ
- ジャン・ボダン - 『悪魔憑き』の著者